# Harvest Moon 64
Harvest Moon 64 is een bedrijfssimulatie voor het platform Nintendo 64. Het spel werd uitgebracht op 5 februari 1999 in Japan en op 30 november 1999 in Noord-Amerika.

## Spel
De speler moet een boerderij runnen die hij van zijn onlangs gestorven grootvader heeft geërfd. De speler kan deelnemen aan festivals, paardenraces, trouwen en een kind krijgen. Er zijn vijf vrouwen waaruit gekozen worden waarvan ieder zijn eigen baan en persoonlijkheid heeft. Aan het eind van het spel komen de ouders van de speler terug die hem beoordelen voor zijn werkzaamheden de afgelopen 2,5 jaar. Het spel werkt met een versnelde tijd.

## Ontvangst
| Beoordeeld door    | Jaar | Score |
| ------------------ | ---- | ----- |
| HonestGamers       | 2004 | 100%  |
| Nintendo Land      | 2003 | 92%   |
| Gaming Target      | 2000 | 91%   |
| Total! (Duitsland) | 2000 | 85%   |
| X64                | 1999 | 82%   |
| IGN                | 1999 | 82%   |
| Nintendojo         | 2000 | 80%   |
| GameSpot           | 1999 | 73%   |
| GameCola.net       | 2003 | 62%   |
| All Game Guide     | 1999 | 60%   |